# Tukums I
Tukums I (ros. Тукумс I) – stacja kolejowa w miejscowości Tukums, w gminie Tukums, na Łotwie. Położona jest na linii Ryga (Torņakalns) - Tukums.